# Заболевания таламуса
Повреждение некоторых ядер таламуса, например, возникающее в результате церебрососудистой катастрофы (ишемического или геморрагического инсульта), или в результате метастазирования злокачественной опухоли в таламус, может привести к развитию так называемого «синдрома Дежерина-Русси», или синдрома таламической боли, синдрома таламической каузалгии — синдрома, характеризующегося чрезвычайно интенсивными, нелокализованными или плохо локализованными, ощущениями жжения или жгучей боли (откуда, собственно, и название «таламическая каузалгия», от «каустик» — жгучий) в одной или обеих половинах тела, а также перепадами настроения или депрессией. Синдром этот назван в честь французских неврологов Дежерина и Русси, впервые описавших его в 1906 году под названием «таламический синдром» (фр. le syndrome talamique).
Однако таламическим синдромом нередко называют не только синдром таламической боли, как в исходном определении Дежерина и Русси, но любые клинические синдромы, связанные с поражением таламуса. Так, в частности, одно- или, чаще, двусторонняя ишемия области, кровоснабжаемой парамедианной артерией, может вызвать серьёзные проблемы с регуляцией двигательных, глазодвигательных и речевых функций, вплоть до развития атаксии или акинетического мутизма (немоты и неподвижности), или паралича взора. Таламо-кортикальная дизритмия может вызывать нарушения цикла сна и бодрствования. Окклюзия артерии Першерона может привести к двустороннему инфаркту таламуса.
Корсаковский синдром (синдром ретроградной амнезии) связывают с повреждением или нарушением функции таламо-гиппокампальных связей, в частности, мамилло-таламического пути, сосцевидных телец или самого таламуса, и его даже иногда называют «таламической амнезией».
Фатальная семейная бессонница — это редкое наследственное прионное заболевание, при котором происходят постепенно нарастающие дегенеративные изменения в нейронах таламуса. В результате этого пациент постепенно утрачивает способность засыпать и спать, и в конечном итоге переходит в состояние полной бессонницы, что неизменно приводит к смерти. Напротив, повреждение таламуса в результате травмы, нейроинфекции, ишемического или геморрагического инсульта, или его поражение опухолью, может привести к летаргическому сну или коме.